# Gonia macronychia
Gonia macronychia är en tvåvingeart som beskrevs av Louis-Paul Mesnil 1963. Gonia macronychia ingår i släktet Gonia och familjen parasitflugor. Inga underarter finns listade i Catalogue of Life.